# Incidente aereo di John Fitzgerald Kennedy Jr.
Il 16 luglio 1999 John Fitzgerald Kennedy Jr. morì quando l'aereo leggero su cui stava volando si schiantò nell'Oceano Atlantico al largo di Martha's Vineyard, nel Massachusetts. Anche la moglie di Kennedy, Carolyn Bessette, e la cognata Lauren Bessette erano a bordo e morirono. Il Piper Saratoga partì dall'aeroporto della Contea di Essex nel New Jersey; la rotta prevista percorreva la costa del Connecticut e attraversava il Rhode Island Sound fino all'aeroporto di Martha's Vineyard.
L'indagine ufficiale del National Transportation Safety Board (NTSB) concluse che Kennedy cadde vittima di un disorientamento spaziale durante una discesa notturna sull'acqua, cosa che gli fece perdere il controllo del suo aereo. Kennedy non possedeva un'abilitazione strumentale e quindi era certificato solo per volare secondo le regole del volo a vista (VFR). Al momento dell'incidente, le condizioni meteorologiche e di luce erano tali che tutti i punti di riferimento fondamentali erano oscurati, rendendo il volo a vista difficile, sebbene legalmente ancora consentito.

## Sfondo
La sera del 16 luglio 1999, John F. Kennedy Jr. pilotò un Piper Saratoga per partecipare al matrimonio di sua cugina Rory con Mark Bailey al Kennedy Compound di Hyannis Port, Massachusetts. L'aereo trasportava anche la moglie di Kennedy, Carolyn Bessette, e la cognata Lauren. Lauren Bessette sarebbe stata lasciata all'aeroporto di Martha's Vineyard, mentre Kennedy e sua moglie avrebbero continuato fino all'aeroporto Municipale di Barnstable. Kennedy aveva acquistato il suo aereo tre mesi prima dell'incidente. Le sorelle Bessette erano sedute nella seconda fila di sedili, rivolta verso la parte posteriore dell'aereo ed erano schiena contro schiena con il sedile del pilota.

## Cronologia degli eventi

### Il volo
Kennedy fece il check-in presso la torre di controllo del traffico aereo dell'aeroporto di Martha's Vineyard prima della sua partenza. Alle 20:38 di venerdì 16 luglio 1999, Kennedy partì dall'aeroporto della contea di Essex nel New Jersey, 21 miglia (34 km) a ovest di Midtown Manhattan. Verso le 21:41, fatto ignoto fino alle successive indagini ufficiali, l'aereo di Kennedy si schiantò quasi di muso nell'Oceano Atlantico. Alle 22:05, uno stagista estivo con compiti d'ufficio contattò l'ufficio della Federal Aviation Administration (FAA) a Bridgeport, nel Connecticut, riguardo al mancato arrivo di Kennedy, ma allo stagista fu detto che non potevano dargli alcuna informazione per telefono.

### Notifica della Guardia Costiera
Alle 2:15 del mattino del 17 luglio, la famiglia Kennedy riferì alla stazione aerea della guardia costiera di Capo Cod che l'aereo non era arrivato. Alle 4 del mattino, la Guardia Costiera degli Stati Uniti avviò un'operazione di ricerca e salvataggio. Un cugino di Kennedy, Anthony Radziwiłł, disse alla stampa che se Kennedy fosse ancora vivo, "troverà un modo per uscire. Possiede la volontà di sopravvivere, volontà sufficiente per tutti e tre". I funzionari non erano altrettanto ottimisti nel trovare Kennedy vivo dopo che furono recuperati diversi pezzi di detriti del suo aereo dall'oceano. "C'è sempre speranza", ha detto il tenente della guardia costiera Gary Jones. "Ma sfortunatamente, quando trovi certe prove, devi essere preparato a tutto."

### La risposta del presidente Clinton
Il presidente Bill Clinton parlò con la sorella maggiore di Kennedy, Caroline, e con lo zio paterno Ted. Clinton parlò anche con Andrew Cuomo, che era sposato con la cugina paterna di Kennedy, Kerry. "Voleva far loro sapere che stava pensando a loro, che faremo tutto il possibile e che le nostre preghiere sono con loro", come riferito dal portavoce di Clinton, Joe Lockhart. Clinton rispose ordinando alle navi da guerra della Marina americana di assistere nella ricerca dell'aereo di Kennedy. I critici sostennero che la perquisizione era un abuso del denaro dei contribuenti, poiché nessun cittadino comune avrebbe ricevuto un trattamento simile. Clinton disse che i Kennedy "avevano sofferto molto e dato di più", e li invitò a sentire "la forza di Dio, l'amore dei loro amici e le preghiere dei loro concittadini".

### Detriti e corpi recuperati
Il 19 luglio, la nave Rude dell'NOAA localizzò i frammenti dell'aereo di Kennedy utilizzando il sonar a scansione laterale. La Rude catturò delle immagini ad alta risoluzione utilizzate per creare una mappa tridimensionale del fondale oceanico. Alle 23:30 del 20 luglio, la nave di salvataggio USNS Grasp identificò la fusoliera dell'aereo. I sommozzatori della Marina trovarono parti dell'aereo sparse su un'ampia area del fondale marino a 120 piedi (37 m) sotto la superficie, a circa 7,5 miglia (12,1 km) a ovest di Martha's Vineyard.
Nel pomeriggio del 21 luglio, secondo quanto riferito, i sommozzatori trovarono i corpi delle sorelle Bessette vicino alla fusoliera, mentre lo stesso Kennedy era ancora legato al suo sedile. Tuttavia, l'ammiraglio della guardia costiera Richard M. Larrabee affermò che tutti e tre i corpi erano "vicino e sotto" la fusoliera, ancora legati I corpi vennero portati all'ufficio del medico legale della contea con un corteo di automobili. Le autopsie eseguite la sera del 21 luglio dal medico legale della contea hanno rilevato che tutti e tre erano morti all'impatto. Allo stesso tempo, le famiglie Kennedy e Bessette annunciarono i loro piani per le cerimonie funebri. Dopo che le autopsie furono completate, i tre corpi furono portati da Hyannis a Duxbury, dove vennero cremati nel crematorio del cimitero di Mayflower.

## L'indagine
Il National Transportation Safety Board (NTSB) dichiarò ufficialmente che l'aereo di Kennedy si era schiantato nell'Oceano Atlantico al largo della costa di Martha's Vineyard. La probabile causa dell'incidente è stata "l'incapacità del pilota di mantenere il controllo dell'aereo durante una discesa sull'acqua di notte, a causa di un disorientamento spaziale". Sotto il titolo "Disorientamento spaziale", il rapporto elencava, dalla Circolare consultiva 61-27C del Manuale di volo strumentale della FAA, sei esempi:
- Vertigine
- Illusione di Coriolis
- Spirale del cimitero
- Illusione di inversione
- Illusione dell'ascensore
- Autocinesi

Kennedy non era qualificato per far volare il suo aereo "solo con gli strumenti". L'incidente è avvenuto in condizioni che non richiedono legalmente tale qualificazione. Altri piloti che volavano su rotte simili la notte dell'incidente non segnalarono l'orizzonte visivo a causa della foschia.

## Possibili fattori contribuenti all'incidente

### Foschia e visibilità
Le condizioni atmosferiche lungo la traiettoria di volo di Kennedy la notte dell'incidente erano occasionalmente nebbiose, il che può portare al disorientamento spaziale del pilota. Il tempo era ufficialmente elencato come "condizioni meteorologiche visive" (VMC), che consentiva a Kennedy di volare secondo le regole del volo a vista (VFR) piuttosto che quelle del volo strumentale (IFR), soprattutto perché gli mancava un'abilitazione strumentale. La visibilità era molto scarsa nella contea di Essex, e gli aeroporti lungo la traiettoria di volo di Kennedy riportavano una visibilità tra le cinque e le otto miglia con foschia e qualche nuvola. Alcuni piloti che volavano su rotte simili a quella di N9253N (il Piper Saratoga di Kennedy) la notte dell'incidente non segnalarono l'orizzonte visivo sull'acqua a causa della foschia. Inoltre, l'NTSB parlò di un pilota che quella sera cancellò un volo simile a causa del tempo "pessimo". Le condizioni vicino al luogo dell'incidente erano: "Cielo sereno a 12.000 piedi o sotto; visibilità 10 miglia".

### Esperienza del pilota
Kennedy ottenne per la prima volta la licenza di pilota privato nel 1998 e ricevette l'approvazione di "aereo ad alte prestazioni" e "aereo complesso" due mesi prima dell'incidente. La sua esperienza di volo totale stimata prima dell'incidente era di circa 310 ore, di cui 55 ore notturne. Il tempo di volo stimato sull'aereo dell'incidente è stato di circa 36 ore, di cui circa nove ore notturne. Circa tre ore di quel tempo di volo sono state effettuate senza un istruttore di volo certificato (CFI) a bordo e solo 48 minuti di quel tempo sono stati volati di notte, compreso un atterraggio notturno.
Non è chiaro quanta esperienza di volo totale possa aver accumulato Kennedy con il tipo di aereo con cui è precipitato o l'altro suo aereo più semplice, il Cessna Skylane 182. Nei 15 mesi precedenti l'incidente, Kennedy aveva effettuato circa 35 voli da o verso il nord del New Jersey e l'area di Martha's Vineyard. Kennedy volò in più di 17 di queste tratte senza un CFI a bordo, di cui almeno cinque di notte. Il suo ultimo volo conosciuto sul suo aereo senza un CFI a bordo era avvenuto due mesi prima dell'incidente.

### Formazione da pilota
Il CFI che preparò Kennedy per il suo controllo di pilota privato dichiarò che aveva capacità di volo "molto buone" per il suo livello di esperienza. Quattro mesi prima dell'incidente, Kennedy superò l'esame strumentale scritto della FAA e successivamente si iscrisse a un corso di abilitazione strumentale. Continuò a ricevere istruzioni di volo nel New Jersey sul suo aereo, compresi i voli da CDW a MVY. I suoi istruttori dichiararono che Kennedy aveva bisogno di aiuto per azionare i pedali del timone per rullare e far atterrare l'aereo a causa del suo infortunio alla caviglia.
Durante un volo di addestramento notturno in condizioni strumentali, il suo istruttore, Tim O'Neill, disse che Kennedy aveva la capacità di far volare l'aereo senza un orizzonte visibile, ma avrebbe potuto avere difficoltà a svolgere compiti aggiuntivi in tali condizioni. Disse anche che il pilota non era pronto per una valutazione strumentale e che necessitava di ulteriore formazione. Al momento dell'incidente O'Neill non era a conoscenza che Kennedy avrebbe volato in quelle condizioni senza un istruttore a bordo. Dichiarò inoltre di aver parlato con Kennedy la notte dell'incidente e che si era offerto di volare con lui quella notte. Secondo lui Kennedy aveva la capacità di condurre un volo notturno a Martha's Vineyard fintanto che esisteva un orizzonte visibile.

### Stress psicologico
L'NTSB suggerì che il matrimonio difficile di Kennedy potrebbe aver contribuito a costituire una fonte di stress al momento dell'incidente. Inoltre, la rivista di Kennedy, George, era in gravi difficoltà finanziarie. Secondo l'Aeronautical Information Manual (AIM): "lo stress della vita quotidiana può compromettere le prestazioni del pilota, spesso in modi subdoli. Le distrazioni possono interferire a tal punto con la capacità di giudizio da indurre a correre rischi ingiustificati, come volare in condizioni meteorologiche in costante peggioramento per continuare a volare come da programma."

### Distrazione del pilota
Dalle 20:49, circa dieci minuti dopo la partenza, e per un periodo di cinque minuti fino alle 20:54, l'aereo di Kennedy volò nelle stesse vicinanze del volo American Airlines 1484, un Fokker 100, che si stava avvicinando all'aeroporto della contea di Westchester (HPN). Il Traffic Collision Avoidance System (TCAS) risuonò sul Fokker 100, portando ad alcune discussioni tra il Fokker e il controllore di avvicinamento di New York (ATC). Tuttavia, l'interazione si concluse con il volo 1484 dell'American Airlines che parlò all'ATC di come credevano che l'altro aereo fosse un Piper e che l'avviso TCAS era stato risolto. Non è stata segnalata alcuna azione correttiva intrapresa dall'ATC né dal volo 1484. Non è noto se Kennedy fosse consapevole o distratto dall'incidente.

### Partenza ritardata
Il volo avrebbe dovuto partire di giorno, ma dovette essere posticipato perché la cognata di Kennedy tornò in ritardo dal lavoro. Il traffico intenso ritardò ulteriormente il volo di Kennedy e lo respinse fino a dopo il tramonto. Originariamente previsto per partire alle 18:00, l'aereo di Kennedy partì invece alle 20:39, quasi mezz'ora dopo il tramonto. Al momento del decollo, la luna era appena sopra l'orizzonte e forniva pochissima illuminazione.

### Nessun piano di volo o richieste di aiuto
Kennedy non ricevette mai un briefing meteorologico né presentò un piano di volo ad alcuna stazione di servizio di volo. Ad eccezione della parte di decollo del suo volo, Kennedy non si mise in contatto con un singolo controllore del traffico aereo; durante il volo non chiese mai aiuto né dichiarò emergenza. Date le condizioni del suo volo, Kennedy non era tenuto a presentare un piano di volo e, poiché non lo fece, nessuno conosceva il suo percorso esatto o l'orario previsto del suo arrivo. Secondo il Weather Service International, come riportato nell'inchiesta dell'NTSB, Kennedy fece due richieste meteorologiche prima del decollo. Le informazioni che gli furono fornite indicavano che la visibilità variava da dieci miglia (16 km) lungo il suo percorso a quattro miglia (6 km) a Martha's Vineyard.

### Volo su acque libere e anonime
Poco dopo aver superato Point Judith, Rhode Island, l'aereo di Kennedy si diresse direttamente verso Martha's Vineyard. Invece di seguire la costa del Rhode Island Sound e Buzzards Bay, che avrebbe fornito luci visibili sul terreno, Kennedy scelse il percorso più breve e diretto su uno specchio d'acqua aperto di 30 miglia (50 km). Secondo il manuale di volo dell'FAA attraversare grandi specchi d'acqua di notte può essere molto pericoloso, non solo dal punto di vista dell'ammaraggio in acqua, ma anche perché l'orizzonte anonimo si fonde visivamente con l'acqua, nel qual caso la percezione della profondità e l'orientamento diventano difficili.

### Lesione al piede
Sei settimane prima dell'incidente, Kennedy si era fratturato la caviglia sinistra in un incidente di parapendio durante il fine settimana del Memorial Day. Subì un intervento chirurgico e portò il gesso, finché non è stato rimosso proprio il giorno prima del volo fatale. Il giorno dell'incidente camminava ancora con una leggera zoppìa. Durante le sue interviste, il chirurgo ortopedico di Kennedy dichiarò che, al momento dell'incidente, sarebbe stato in grado di applicare il tipo di pressione normalmente richiesta per guidare un'auto.

### Frequenze radio errate
Mentre l'NTSB esaminava il relitto, scoprì presto che entrambe le radio del Saratoga di Kennedy erano impostate su frequenze errate. Kennedy aveva selezionato accidentalmente 127,25 per l'ATIS di Martha Vineyard invece di 126,25; allo stesso modo, selezionò 135,25 per l'ATIS della contea di Essex, ma avrebbe dovuto essere 135,5. L'NTSB rifiutò di commentare il contributo che questo fattore avrebbe potuto avere nell'incidente, se presente.

## Conseguenze

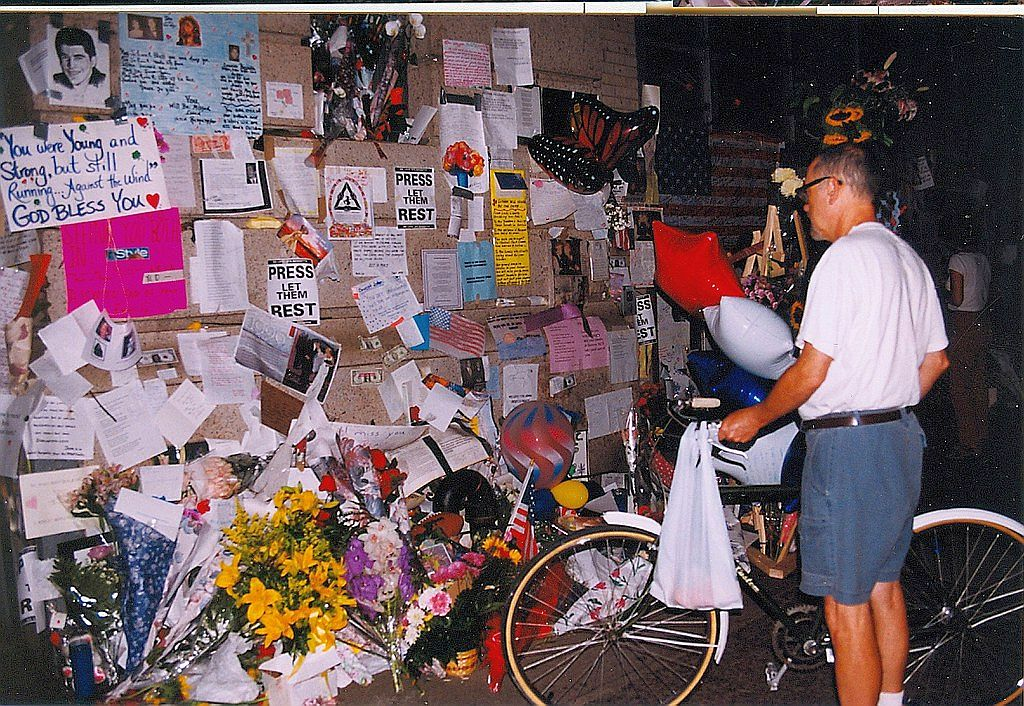
Persone in lutto fuori dall'appartamento di Kennedy.

La mattina del 22 luglio, i parenti portarono i resti cremati di Kennedy sulla USS Briscoe. Le sue ceneri furono successivamente disperse nell'Oceano Atlantico al largo della costa di Martha's Vineyard. La nave fu utilizzata per il servizio funebre pubblico con il permesso del Segretario alla Difesa americano William Cohen. La Briscoe trascorse circa mezz'ora al largo della costa sud-occidentale di Vineyard, ed era a circa 2,5 miglia dal luogo dell'incidente.
Il presidente Clinton ordinò che le bandiere della Casa Bianca fossero abbassate a mezz'asta in onore di Kennedy. Durante una cerimonia commemorativa pubblica per Kennedy, suo zio paterno, il senatore Ted Kennedy, dichiarò:
Anche Ted Kennedy usò il termine che era stato detto riguardo alla presidenza di suo fratello, dicendo che "per mille giorni fu un marito che adorò la moglie che divenne la sua perfetta anima gemella".
L'ultimo testamento di Kennedy, firmato 18 mesi prima della sua morte, stabiliva che tutti i suoi effetti personali, proprietà e possedimenti dovessero essere "equamente distribuiti" tra le sue due nipoti, Rose e Tatiana, e il nipote John, che erano tra i 14 beneficiari nel testamento.

## Nella cultura popolare
- Gli episodi di due serie TV canadesi, Final 24 e Indagini ad alta quota, esplorano i dettagli della vita e della morte di Kennedy e gli eventi riguardanti l'incidente aereo.
- Nel racconto di storia alternativa del 2019 "Election Day" di Harry Turtledove, la moglie di John F. Kennedy Jr, Carolyn Bessette-Kennedy, lo convince a non portarli a Martha's Vineyard quella notte, ed entrambi sopravvivono.[32]
- È presente nella stagione 2, episodio 4, dello show televisivo Why Planes Crash, in un episodio chiamato "Small Planes, Big Problem".
- L'incidente viene mostrato nella stagione 14, episodio 6 della serie televisiva Mayday intitolato "La morte di JFK Jr"[33]  e nella stagione 2, episodio 8 di Indagini ad alta quota: I grandi disastri con il nome "Confusione letale".